# Ariadne
För andra betydelser, se Ariadne (olika betydelser).

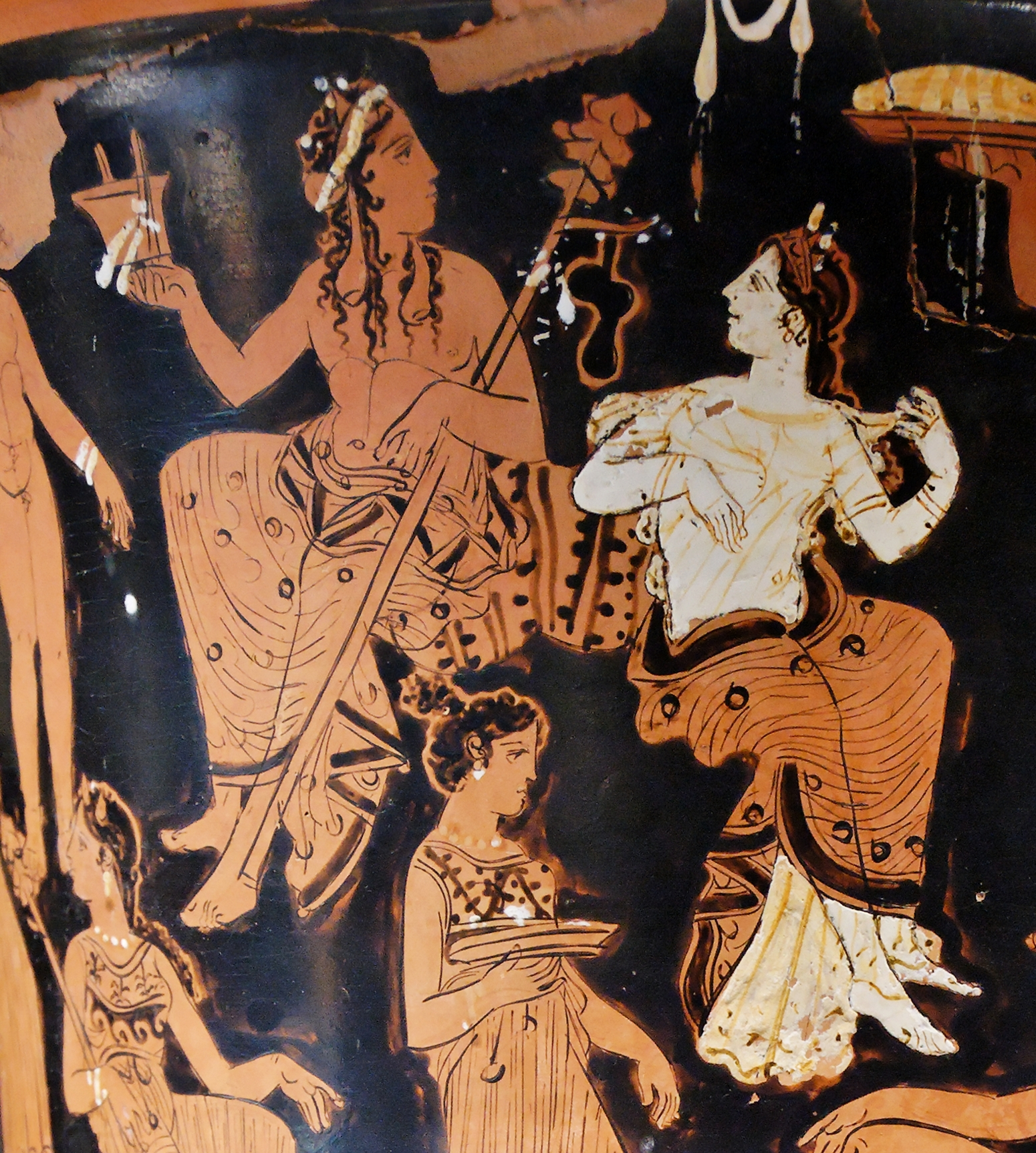
Dionysos och Ariadne. Detalj av en attisk rödfigurig kalyx-krater från Thebe cirka 400-375 f.Kr.

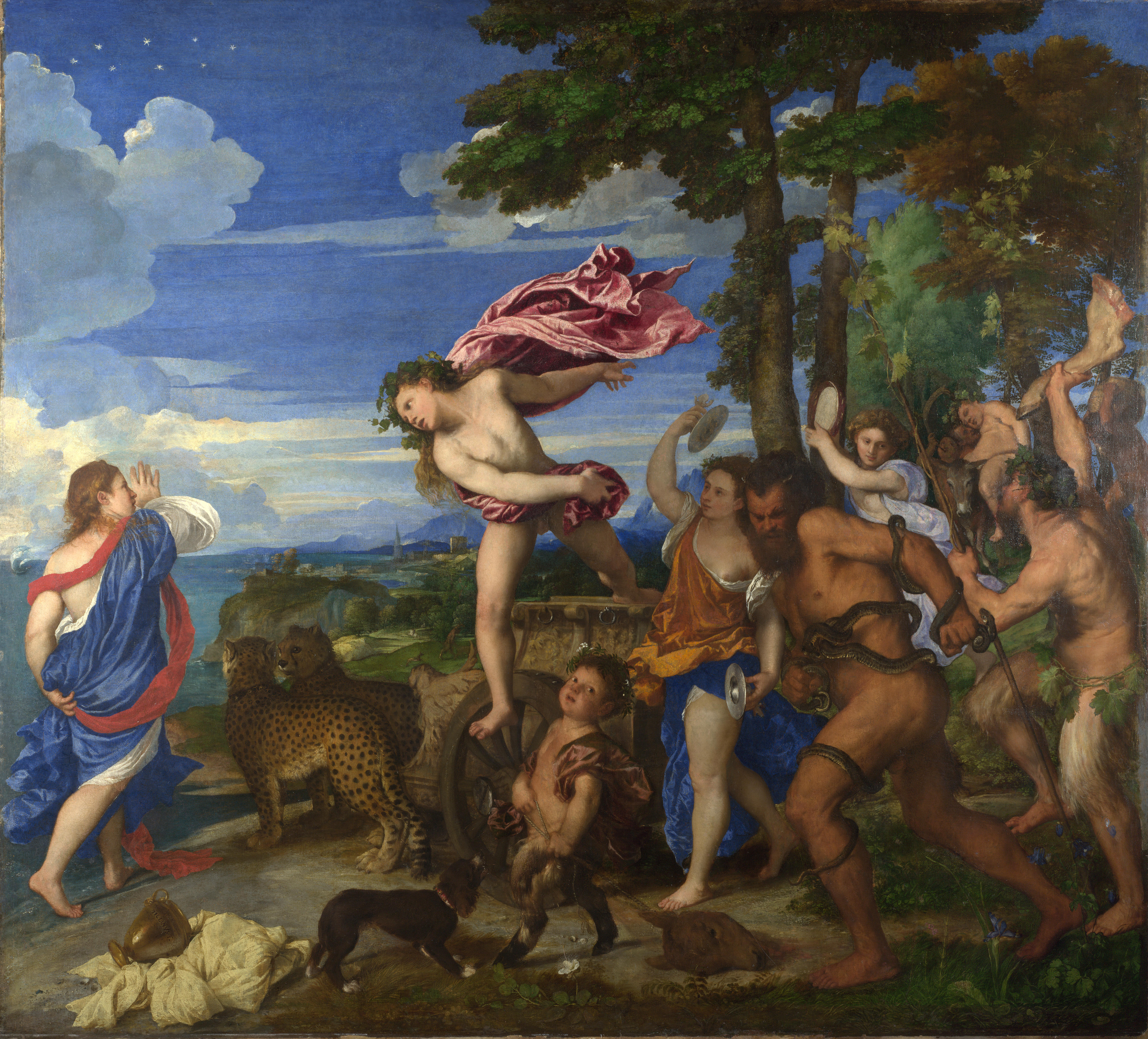
Tizian, Bacchus och Ariadne (1520–1523), National Gallery.

Ariadne är i den grekiska mytologin dotter till kung Minos på Kreta och drottning Pasifaë. 

## Historia
Då Theseus hade kommit från Aten till Kreta för att offras åt Minotauros, gav Ariadne honom ett invigt svärd med vilket han skulle döda odjuret. Hon gav honom även ett trådnystan, med vars hjälp han kunde finna vägen tillbaka ur labyrinten. När Theseus gick in i grottan fäste han tråden vid ingången och rullade upp det efter hand som han trängde in i irrgångarna och när han dödat Minotaurus var det sedan lätt för honom att följa tråden tillbaka ur grottan. 
Därav begreppet Ariadnetråd synonymt med ledtråd, ett hjälpmedel för att komma ur svårigheter som man invecklats i.
Ariadne flydde därefter med Theseus på hans skepp. På vägen till Aten övergav Theseus henne på befallning av en gudom under det hon låg sovande på ön Naxos. När hon vaknade var hon nära att förtvivla, men guden Dionysos kom och tog henne till sin gemål och alla gudar deltog i bröllopet. Zeus gjorde henne odödlig, och Dionysos skänkte henne en glänsande krans som Zeus satte upp på himlavalvet.